# Segugio Sarail

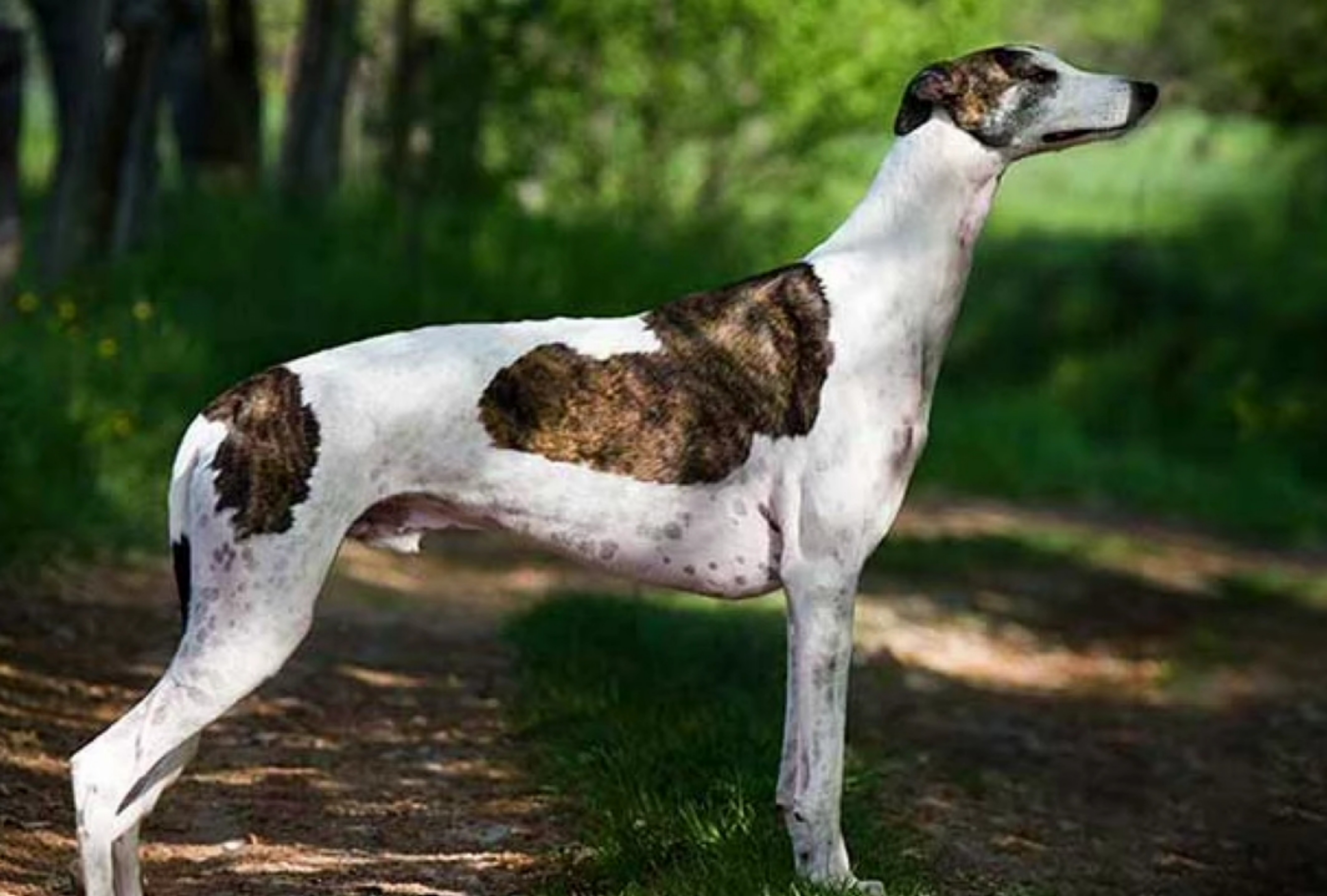
Segugio Sarail

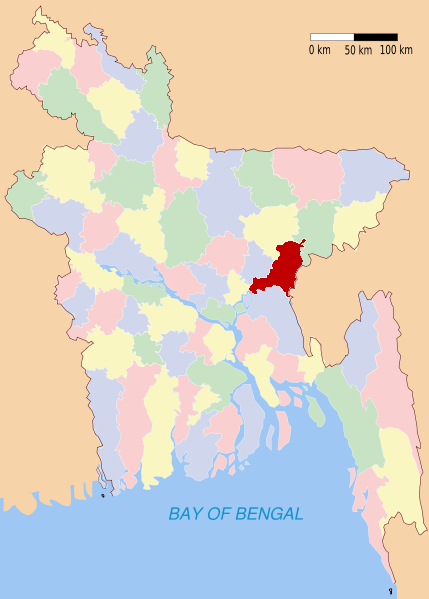
Distretto di Brahamanbaria

Il segugio Sarail o cane Soriala è un cane levriero leggendario del Bangladesh; si trova principalmente nel un sottodistretto (upazila) di Sarail nel distretto di Brahmanbaria nel Bangladesh orientale.
È un cane a rischio di estinzione.

## Storia
Discende dai saluki arabi, questi cani sono stati allevati per centinaia di anni come cani da caccia dall'aristocrazia Moghul nel villaggio di Sarail.
Secondo un'altra fonte questa razza ha avuto origine da cani levrieri europei.
Hanno prestato servizio nell'esercito e nella polizia, come cani da caccia, da guardia e come animali domestici. 
Si dice che Muhammad Ataul Gani Osmani, che guidò i combattenti per la libertà del Bangladesh alla vittoria nella Guerra indo-pakistana del 1971, sia stato salvato quando fu attaccato da uno dei due Sarail che possedeva.
Questi cani levrieri sono considerati come il "cane nazionale del Bangladesh".
Oggi è un cane a rischio di estinzione e si contano non più di 20 esemplari in purezza, che pochi decenni fa erano molti di più. è in corso un tentativo di salvataggio della razza.

## Caratteristiche
Sono cani che cacciano a vista come fanno tutti i levrieri.
I maschi sono alti 64 - 66 cmi con un peso di circa 23-33 kg mentre le femmine 16 - 28 kg. È un cane, molto veloce, che può correre fino a 60 km/h.
Tipicamente possiedono una macchia bianca sulla fronte, la punta della coda è bianca ad anche le zampe sono bianche possiedono un naso allungato. Il manto presenta macchie più o meno estese tigrate di marrone o nero.
Presenta fianchi sottili, potenti muscoli della coscia e un grande torace. 
È un cane tranquillo con uno sguardo profondo e privo di odori.